# Abadessa
En el cristianisme, l'abadessa (en llatí, abbatissa) és la cap superior d'una comunitat de monges, que sovint viuen en una abadia.

## Història
El d'abadessa era un càrrec vitalici, tot i que no hi havia impediment perquè es renunciés al càrrec voluntàriament, per inhabilitació o malaltia. A partir de 1584 en què el Papa Gregori XIII dicta la butlla Exposcit debitum, l'elecció abacial s'ha de fer cada tres anys.
Les primeres abadesses van ser totes de famílies nobles, ja que molts dels monestirs van néixer com a iniciatives reials o comtals, això es deu al fet que els reis, i posteriorment també la noblesa, destinaven les seves filles i familiars més properes a les abadies amb l'esperança d'acostar-se al més enllà. Una excepció a aquest fet és el monestir de Vallbona que s'origina per la reunió d'un grup d'eremites, tot i que, en morir el seu fundador, se'n va fer càrrec l'aristocràcia.
El paper de les abadesses al llarg de la història ha anat variant. Originalment eren propietàries i desenvolupaven la mateixa tasca que els comtes feudals però, a mesura que passa el temps, van perdent el poder i la protecció reial, quedant relegada la seva actuació a l'administració i govern del monestir. Diversos esdeveniments van conduir a aquesta situació com, les diferents i nombroses butlles papals que retallaven l'actuació de la comunitat religiosa femenina, els acords entre els Reis Catòlics i el Concili de Trento per controlar i enclaustrar les monges, els esdeveniments polítics del segle xviii i XIX, etc.

## Funcions
Dins la seva comunitat, el paper de l'abadessa és el de governar el monestir, amb l'ajuda de tres cossos consultius.: el capítol, el consell d'ancianes i les monges que tenen càrrecs. Tot i tenir aquests òrgans de consulta, la decisió final li correspon a ella sola. Al capítol es troben les professes de vots solemnes com el d'obediència, el de pobresa i el de castedat (posteriorment s'afegiria el de clausura obligatòria). El capítol s'encarrega d'elegir abadessa mitjançant un escrutini secret que posteriorment ha de ser confirmat pel Papa.
Des del vessant espiritual, la tasca de l'abadessa, és la de mantenir l'ordre, vetllar per les monges al seu càrrec i administrar el monestir. En certes èpoques, va arribar a tenir autoritat legislativa i judicial mitjançant l'anomenat merum et mixtum imperium, el que li permetia promulgar lleis dels llocs que anava poblant, nomenar batlles i jurats, dictar i executar sentències, imposar i cobrar impostos, arrendar terres, etc.
Amb la regulació establerta al Concili de Trento s'han de complir una sèrie de condicions per a poder ser abadessa. S'ha de tenir quaranta anys i vuit de professió, en cas que no es pogués complir, és suficient amb trenta anys i cinc de professió. També s'ha de tenir un naixement legítim, no ser casades o haver estat condemnades per delicte públic.